# نیروگاه برق‌آبی کامبار-آتا-۲
نیروگاه برق‌آبی کامبار-آتا-۲ (به لاتین: Kambar-Ata-2 Hydroelectric Power Station) یک سد و نیروگاه برقابی در قرقیزستان است که در شهرستان توقتوغول واقع شده‌است.